# Heinrich Schumann (Politiker, 1869)
Heinrich Theodor Wilhelm Schumann (* 13. März 1869 in Ludwigslust; † 16. Mai 1940 in Hamburg) war ein Lehrer, Geschäftsführer der Hamburger Gaswerke, Hamburger Bürgerschaftsabgeordneter und Senator (SPD).

## Leben
Schumann ging in Schneverdingen, später in Ludwigslust und ab 1884 in Neukloster zur Schule. Nachdem er sein Abitur abgelegt und seinen Wehrdienst abgeleistet hatte, besuchte er von 1890 bis 1892 erfolgreich das Lehrerseminar in Neukloster. Schumann wurde Volksschullehrer, das erste Jahr war er in Crivitz tätig, bevor er eine Stelle im Hamburgischen Staatsdienst im Hamburger Landgebiet in Ochsenwerder erlangte. Von 1897 bis 1919 war Schumann Lehrer im Hamburger Stadtgebiet.
Bei den Neuwahlen für die Hamburgische Bürgerschaft 1919 erlangte Schumann ein Mandat für die SPD, er gehörte der Bürgerschaft bis 1931 an. Schumann wurde in einer Nachwahl am 16. Juli 1919 für den zurückgetretenen Henry Everling in den Hamburger Senat gewählt. Ab Januar 1920 vertrat er vor allem das Ressort Berufsschule und hatte 1925 kurz, nachdem Karl Hense zurückgetreten war, das Amt des Polizeiherren inne. Im Frühjahr 1925 trat Schumann von seinem Senatorenposten zurück und wurde Geschäftsführer der stadteigenen Hamburger Gaswerke. Schumann kannte das Geschäft, da er schon vorher im Aufsichtsrat der Gaswerke gewesen war. Unter seiner Leitung wurde die Umwandlung zu einer GmbH vollzogen und das Absatzgebiet über die Staatsgrenzen Hamburgs hinaus erweitert. Schumann gehörte auch nach seinem Austritt aus dem Senat der Hamburger Finanzdeputation an. Im April 1933 nach Machtantritt der Nationalsozialisten wurde Schumann aus seinem Amt als Geschäftsführer der Hamburger Gaswerke entlassen.
Heinrich Schumann ruht auf dem Friedhof Ohlsdorf. Die Grabstätte ist verwaist.